# کمیاب (فیلم)
کمیاب (به مالایالم: Apoorvam Chilar) و (به انگلیسی: A Rare Few) فیلمی هندی محصول سال ۱۹۹۱ و به کارگردانی اس.ان سوامی است. در این فیلم بازیگرانی همچون اینوسنت، جاگاتی اسریکومار، پارواتی جایارام، سایکومار، جاگادیش، کی.پی.ای.سی. لالیتا و گانش کومار ایفای نقش کرده‌اند.